# USS LST-508
O USS LST-508 foi um navio de guerra norte-americano da classe LST que operou durante a Segunda Guerra Mundial.